# Districtul Chemora
Chemora este un district din provincia Batna, Algeria.